# 메신저 (2009년 영화)
《메신저》(영어: The Messenger)는 미국에서 제작된 2009년 전쟁 드라마 영화이다. 오런 모버먼의 감독 데뷔작이다. 벤 포스터, 우디 해럴슨, 서맨사 모턴, 제나 멀론 등이 출연하였고, 마크 고든 등이 제작에 참여하였다.
2009년 제25회 선댄스 영화제에서 초연되었으며, 제59회 베를린 국제 영화제에서 은곰상 각본상과 평화영화상을 수상했다. 2010년 제67회 골든 글로브상 남우조연상 후보(우디 해럴슨), 제82회 아카데미상 남우조연상(해럴슨), 각본상 후보에 지명되었으며, 제25회 인디펜던트 스피릿 어워드에서 우디 해럴슨이 남우조연상을 수상하고 여우조연상(서맨사 모턴), 각본상, 신인 감독·제작상 후보에 올랐다.

## 줄거리
이라크 전쟁 중 휴가를 얻은 육군 하사 윌은 여자친구 켈리가 다른 남자와 약혼했다는 사실을 알게 된다. 복무가 끝나기 전 윌은 전사 통보관으로 발령 받고, 걸프 전쟁 참전자인 토니 스톤 대위에게 교육 받으며 함께 직무를 수행해나간다.
윌은 유족들에게 뺨을 맞거나 물건이 던져지는 수모를 당한다. 하지만 유독 올리비아는 남편 전사 소식을 듣고도 그리 슬퍼하지 않는다. 얼마 뒤 윌은 쇼핑몰에서 남편 장례식에 입을 상복을 고르는 올리비아와 아들을 발견한다. 올리비아는 쇼핑몰을 찾은 청년들에게 입대를 권하는 모병관들을 발견하고는 분노에 차 항의한다. 모병관들과 올리비아 사이에 격한 말싸움이 벌어지자 윌이 끼어들어 이를 중재하고 올리비아와 아들을 집에 태워다준다.
후에 올리비아는 남편이 자신과 아들을 학대했다고 알려준다. 윌은 차차 두 사람과 가까워지는데...

## 출연
- 벤 포스터 - 윌 몽고메리 하사 역
- 우디 해럴슨 - 토니 스톤 대위 역
- 서맨사 모턴 - 올리비아 피터슨 역
- 제나 멀론 - 켈리 역
- 스티브 부세미 - 데일 마틴 역
- 야야 다코스타 - 모니카 워싱턴 역
- 에이먼 워커 - 스튜어트 도싯 중령 역
- 피터 프랜시스 제임스 - 그로소 의사 역
- 메릿 위버 - 래라 역
- 가이어스 찰스 - 브라운 모병관 역
- 브렌던 섹스턴 3세 - 올슨 모병관 역
- 칼 앤서니 페인 2세 - 피터슨의 아버지 역
- 핼리 파이퍼 - 말라 코언 역
- 피터 프리드먼 - 코언 씨 역
- 제러미 스트롱 - 귀향한 군인 역
- 피오나 도리프 - 귀향한 군인의 아내 역
- 마이클 처너스 - 앨런 역
- 마슬린 휴고
- 포샤
- 리사 조이스
- 폴 다이어미드
- T.J. 앨런
- 린지 미셸 네이더
- J. 설로미 마르티네스
- 앙헬 카반
- 케빈 헤이건
- 스티비 레이 댈리모어
- 데일 솔스
- 스티브 앤터누치
- 로버트 필리
- 캐런 서머턴
- 프랜신 비양코 택스

## 기타 제작진
- 공동 제작: 궨 비앨릭
- 배역: 앨리 패럴, 로라 로즌솔
- 미술: 스티븐 비어트리스
- 세트: 크리스티나 카사냐스
- 의상: 캐서린 조지